# El Sur (Der Süden)
El Sur (Der Süden) (El sur) aus dem Jahr 1983 ist der zweite Langspielfilm des spanischen Filmregisseurs Victor Erice. Das Drehbuch verfasste er nach einer Erzählung von Adelaida García Morales. 

## Handlung
Das Mädchen Estrella wird bis 1957 in zwei Lebensphasen, einmal mit acht und einmal mit 15 Jahren gezeigt, wodurch sich die Vergangenheit ihrer Familie und insbesondere ihres liebevollen Vaters erschließt. Ihre Eltern sind aus dem Süden des Landes ins als kalt dargestellte Nordspanien gezogen, wo der Vater als Spitalarzt arbeitet und wo sie zurückgezogen außerhalb des Ortes leben. Stück für Stück, aber nie vollständig erfährt das Mädchen von der geistigen Verfassung des Vaters nach Ende des Spanischen Bürgerkrieges und von seiner Liebe zu einer anderen Frau. Die Kindheit des Mädchens „wird durch etwas überschattet, das sie noch nicht in voller Realität wahrnehmen kann“.

## Produktion
Ursprünglich plante Erice eine Spiellänge von zweieinhalb Stunden, doch mangels Geld brach der Produzent Elías Querejeta die Dreharbeiten vier Wochen vor ihrem geplanten Ende ab, so dass der Film nach anderthalb Stunden unvollendet abbricht. Für Erice war das sehr schmerzlich, und er empfand den Film als verstümmelt, weil im nicht gedrehten Teil die Tochter die beiden Hälften des Vaters, in die er zerrissen war, zusammenführen sollte. Das Werk war Wettbewerbsbeitrag an den Filmfestspielen von Cannes 1983, kam im Februar 1984 in der Schweiz und im Januar 1985 in der Bundesrepublik in die Kinos.

## Bewertungen
Der Fischer Film Almanach stellte fest, dass der fragmentarische Charakter der Produktion „Aussagekraft und künstlerischen Gehalt der vorliegenden Fassung nicht schmälert.“ Zoom nannte El Sur „ein Meisterwerk“ und einen „Film über die Resignation, über das Schweigen, über das Redenwollen, über das Nichtredenkönnen.“ Erice schaffe „mit seinem gemächlichen Rhythmus für den Betrachter Raum zu eigenen Überlegungen.“ Das sei weder Actionkino noch reines Kopfkino. „Sehr viel funktioniert da über die Gefühlsebene, und zwar mit einer Stärke und Echtheit, die man heute im Kino selten trifft.“ Am Schluss werde klar, dass die Tochter weiter kommen werde als ihr Vater. Laut film-dienst versuche der Film „in der Aneinanderreihung von Szenen, Beobachtungen und Empfindungen aus dem Leben dieses Kindes ein Porträt des Vaters zu skizzieren. Die Wahrnehmung Estrellas ist selektiv, zugleich ist sie wahrhaftiger, verständnisvoller, als es die eines Erwachsenen sein könnte.“ Ihre Sicht sei anders: „Kleine Begebenheiten, Stimmungen, Gefühle werden wichtiger als große Ereignisse.“ Der Film rege zum Nachdenken über menschliche Beziehungen an. „Eine kleine Geschichte nur, aber eine Geschichte voller erzählerischer Kraft, hervorragend gespielt und mit viel Gespür fürs Detail inszeniert.“ epd Film meinte, dass „die Poesie seines Films aus dem Beharren auf dem Konkreten, der genauen Schilderung der schmerzlichen Kluft zwischen Vater und Tochter und der Musikalität der Erzählweise entsteht.“ Das Kino habe Erice Zugang zu Erfahrungen ermöglicht, die außerhalb der staatlichen Indoktrination lagen. „Sein Film zeigt die Annäherung an das Unbekannte über konkrete Gegenstände und Erfahrungen […] Der Vater, der der Tochter Rätsel aufgibt, erzeugt eine Bewegung in ihrem Leben. Und ebenso bewegt der Film, der letztlich sein Geheimnis behält.“
Smith pries rückblickend (1993) die filmische Brillanz der Anfangsszene, beanstandete aber die ästhetisierte Schilderung des armen Spaniens der Zeit und die Privatisierung politischer Fragen. Erice lasse eine politische Analyse vermissen, was für die spanische Gesellschaft und ihr Kino nach dem Übergang zur Demokratie typisch gewesen sei; „die Ellipsen von El Sur scheinen eher Ergebnis eines beabsichtigten Gedächtnisschwundes zu sein als ein Anreiz zur Erinnerung.“